# Баллибеган
Баллибеган (англ. Ballybeggan; ирл. Baile Uí Bheagáin) — деревня в Ирландии, находится в графстве Керри (провинция Манстер), в пригороде города Трали.